# Australië van A tot Z

Locatie van Australië

## 0 - 9
5 Seconds of Summer

## A
Aboriginals -
AC/DC -
Adamczak, Monique -
Adelaide -
Adelaide Lead -
Adelong -
Advance Australia Fair -
Akubra-
Alarum -
Alchemist (band) -
Alice Springs -
Allora -
Alpha Sports -
Amuza -
Amuza Grand Chauffeur -
Anderson, Phil -
Ansett Australia -
ANZAC -
ANZAC Day -
Archies Creek -
Arena, Tina -
Ariah Park -
Arkinstall, Jack -
Armoured Angel -
Armstrong, Duncan -
Arnhemland -
Art Gallery of New South Wales -
Arthurs, Wayne -
Ashmore- en Cartiereilanden -
Aussie -
Australia Day -
Australia Zoo -
Australian Aboriginal Progressive Association -
Australian Broadcasting Corporation -
Australian and New Zealand Army Corps -
Australian football -
Australian Kitcar -
Australian Open - Australian Securities Exchange - Australië (continent) -
Australië (land) -
australiëantigeen -
Australisch Antarctisch Territorium -
Australische dollar -
Australisch-Engels -
Australisch Hoofdstedelijk Territorium - Australisch veedrijverspaard - Australische zeewesp

## B
Bains, Naiktha -
Ball, Carsten -
Ball's Pyramid -
Balzary, Michael -
Barkly Highway -
Barton, Matthew -
Barty, Ashleigh -
Batavia (schip) -
Bates, Gene -
Bayley, Ryan -
Bayliss, Troy -
Bedout -
Bee Gees -
Bendigo -
Bengson, Stephanie -
Ben Lomond (nationaal park) -
Bert Bolle Barometer -
Birchfield -
Birrell, Kimberly -
Black Mountain (Australian Capital Territory) -
Blanchett, Cate -
Blauwe gomboom -
Blue Mountains -
Bobušić, Bojana -
BodyRockers -
Boemerang -
Bogut, Andrew -
Bolt, Alex -
Bomac -
Bomac Amaroo II -
Bondi Beach -
Booby Island -
Bosković, Tony -
Botany Bay -
Brabham, Jack -
Bradbury, Steven -
Bradman, Donald -
Bradtke, Nicole -
Breadmore, Lauren -
Brisbane -
Brock, Peter -
Brown, Graeme -
Brown, John -
Brumby -
Buideldassen -
Buideldieren -
Bundaberg -
Burdekin Bridge -
Burnie -
Burrel, Henry -
Byron Bay

## C
C/o The Bartons -
Cabin Crew -
Cadibarrawirracannameer -
Cahill, Darren -
Cahill, Tim -
Caldecott, Andy -
Calderwood, Tyra -
Canberra -
Cape Tribulation -
Carbontech -
Carey, Peter -
Carnarvon (nationaal park) -
Carter, Peter -
Cartwright, Rebecca -
Cash, Pat -
Castella, Robert de -
Cave, Nick -
Champions Trophy (1985) -
Champions Trophy (1990) -
Champions Trophy (1997) -
Champions Trophy (1999) -
Champions Trophy vrouwen (1999) -
Champions Trophy vrouwen (2003) -
Champions Trophy vrouwen (2005) -
Charlesworth, Ric -
Chili Hi Fly -
Church, The -
Christmaseiland -
Cidergomboom -
Clarke, Hilton - Clarke, Ron - Classic Glass -
Classic Revival -
Classic Revival 250 GTO -
Classic Revival ID 427 Kobra -
Clayton, Derek -
Cobra Craft -
Cocoseilanden -
Coe, Nathan -
Coober Pedy -
Cook, James -
Cooke, Baden -
Cooper, John -
Cradle Mountain-Lake St Clair (nationaal park) -
Crake, Paul -
Crawford, Jay -
Crocodile Dundee -
Čulina, Jason -
Cutler, Anne

## D
Daktari (auto) -
Darling Harbour - Dart, Raymond -
Darwin -
Davies, Paul -
Davis, Allan -
Davis, Scott -
Dawson, Peter -
Day, Ben -
Daytona (auto) -
Deadstar -
Dellacqua, Casey -
Deuce Customs -
Devaux -
Didgeridoo -
Dingo -
Dokić, Jelena -
Dominikovic, Daniella -
Doornvogels -
Douglas-Apsley (nationaal park)
Down Under -
Draper, Scott -
DRB -
Droomtijd -
Duckworth, James
Dunn, Matthew

## E
Eagle, Joshua
Ebden, Matthew
Echte buideldassen -
Echymiperinae -
Edmistone, Jade -
Edmondson, Mark -
Elfin -
Emerson, Roy -
Emmanuel, Tommy -
Evans, Cadel -
Evans, Mark -
Eucalyptus -
Eyremeer

## F
Farina, Frank -
Fauna van Australië -
Ferguson, Sophie -
Ferris, Michelle -
Finch (auto) -
Fisher, Ashley -
Fitzgerald, John -
Flack, Teddy -
Fletcher, Ken -
Flinders, Matthew -
Flinderseiland -
Flinders Ranges -
Florent, Andrew -
Florey, Howard -
Franklin-Gordon Wild Rivers (nationaal park) -
Fraser, Dawn -
Frasereiland -
Freeman, Cathy -
Fremantle -
Freycinet (nationaal park) -
Fromholtz, Dianne -
Furneauxgroep

## G
Gajdošová, Jarmila -
Gambale, Frank -
Gates, Nick -
Gemenebest van Naties -
Gerrans, Simon -
Geschiedenis van Australië, Nieuw-Zeeland en Tasmanië (sinds 1901) -
Gestolen generaties -
G-Force -
Gibb, Andy -
Gibson, Mel -
Gibsonwoestijn -
Gillett, Amy -
Gillow, Shara -
Golds, Shannon -
Gondwana-regenwouden -
Goodrem, Delta -
Goolagong, Evonne -
Matthew, Goss -
Gouden boomkikker -
Gould, Shane -
Gove Land Rights Case -
Grand Prix van Australië -
Grenzen van de Australische staten en territoria -
Groot Barrièrerif -
Grote kortneusbuideldas -
Grote langoorbuideldas -
Grote Zandwoestijn -
Groth, Samuel -
Guccione, Chris

## H
Hackett, Grant -
Hadzic, Azra -
Hanley, Paul -
Hansen, Adam -
Hanson, Brooke -
Hartz Mountains (nationaal park) -
Hayman, Mathew -
Heard en MacDonaldeilanden -
Hemsworth, Chris -
Henry, Jodie -
Hepatitis B surface Antigen -
Hester, Paul -
Heta, Damon -
Hewitt, Lleyton -
Heyward, Dick -
Higgerson, Shaun -
Hill, Michael -
Hobart -
Hodge, Stephen -
Hogan, Paul -
Holden -
Holden Adventra -
Holden Belmont -
Holden Caprice/Statesman -
Holden Commodore/Berlina/Calais -
Holden Commodore/Berlina/Calais Berline -
Holden Commodore/Berlina/Calais Break -
Holden Crewman -
Holden, Frankie J. -
Holden Monaro -
Holden Monaro Coupé -
Holland, Isabella -
Hon, Priscilla -
Hopper, Jade -
Howard, John -
Lord Howe-eiland -
Hubacek, Alenka -
Huegill, Geoff -
Hunters and Collectors -
Huss, Stephen -
Hutchence, Michael

## I
Icehouse (band) -
Ilie, Andrew -
Imbruglia, Natalie -
Inglis, Maddison -
INXS - Irukandji -
Irwin, Steve -
ISO 3166-2:AU

## J
Jackman, Hugh -
Jarvis, Tim -
Jasmuheen -
Jervis Bay Territorium -
Johnson, Brian -
Jones, Alan -
Jones, Greg -
Jones, Leisel -
Jones, Sacha -
Jonker, Patrick -
Jovanovic, Masa -
Junaid, Rameez

## K
Kaap York -
Kaap York-schiereiland -
Kakadu (nationaal park) -
Kangaroo-eiland -
Kangoeroe -
Katherine -
Kellerman, Annette
Kelly, Paul
Kemps, Aaron -
Kent Group (nationaal park) -
Kerr, Jordan -
Kidman, Nicole -
Kingeiland -
Kings Cross -
Kleine langoorbuideldas -
Kleine Zandwoestijn -
Klim, Michael -
Knowles, Mark -
Koala -
Kokkinakis, Thanasi -
Koraalzee -
Koraalzee-eilanden -
Kortneusbuideldassen -
Kouros, Yannis -
Kowalski, Daniel -
Kratzmann, Andrew -
Kratzmann, Mark -
Kriz, Nicole -
Kruse, Robbie -
Kurzel, Justin -
Kyrgios, Nick

## L
Lancaster, Brett -
Lancaster, Burt -
Lang, Jeff - Langoorbuideldassen - Lapthorne, Darren -
Laver, Rod -
Lazenby, George -
Ledger, Heath -
Letcher, Sophie -
Lijst van Australische eilanden -
Lijst van parken en reservaten in Australië -
Lijst van parken en reservaten in het Noordelijk Territorium -
Lijst van parken en reservaten in New South Wales -
Lijst van parken en reservaten in Queensland -
Lijst van parken en reservaten in Tasmanië -
Lijst van parken en reservaten in Victoria -
Lijst van parken en reservaten in West-Australië -
Lijst van parken en reservaten in Zuid-Australië -
Lijst van plaatsen in Zuid-Australië -
Lijst van premiers van Australië -
Lijst van vlaggen van Australië -
Lenton, Lisbeth -
Little River Band -
Lloyd, Matthew -
Lokale bestuurlijke gebieden van Zuid-Australië -
Lone Pine Koala Sanctuary -
Lowe, Trent -
Luczak, Peter -
Luhrmann, Baz

## M
Maatsuykergroep -
Mabo, Edward Koiki -
Mabo v Queensland (No 1) -
MacDonnellgebergte -
Macpherson, David -
Macpherson, Elle -
Macquarie-eiland -
Mad Max -
Manly -
Marla -
Maria Island (nationaal park) -
Marsh, Bailey -
Marshall, Barry J. -
Masur, Wally -
Matosevic, Marinko -
Maynard, Charles Frederick -
McCullough, Colleen -
McDonald, Damian -
McEwen, Robbie -
McGee, Bradley -
McGrory, Scott -
McLachlan, Robert -
McMahon, Julian -
McNamee, Paul -
McPartland, David -
McQuillan, Rachel -
Meares, Anna -
Melba, Nellie -
Melbourne -
Melbourne Cup -
Melville, Kerry -
Men at Work -
Menzies, Karl -
Midnight Oil -
Millman, John -
Minogue, Kylie -
Mirković, Marija -
Mitchell, Benjamin -
Mole Creek Karst (nationaal park) -
Molik, Alicia -
Moore, Jessica -
Moorhouse, Jocelyn -
Moulin Rouge! -
Mount Bogong -
Mount Field (nationaal park) -
Mount Kosciuszko -
Mount Wellington -
Mount William (nationaal park) -
Murdoch, Rupert -
Murrayeiland -
Museum of Contemporary Art (Sydney) -
Muswellbrook -
Myers, Abbie

## N
Namatjira, Albert -
Nancarrow, Alexandra -
Naracoorte Caves (nationaal park) -
Narawntapu (nationaal park) - National Gallery of Victoria -
National Highway -
Native Title -
Neighbours -
Neiwand, Gary -
Nepean -
Neval, Bridget -
Newcastle -
Newcombe, John -
News Corporation -
Newson, Marc -
New South Wales -
New South Wales Darts Masters (2022) -
Newton-John, Olivia -
Nieuw-Guineabuideldassen -
Nieuw-Holland -
Nimbin -
Nationale bibliotheek van Australië -
Nitmiluk (nationaal park) -
Norman, Peter -
Noordelijk Territorium -
Norfolk (eiland) -
Nuna 2 -
Nuna 3 - Nunn, Glynis

## O
O'Brien, Michael -
Oceanië -
O'Grady, Stuart -
Okon, Paul -
Olympische Zomerspelen 1956 -
Olympische Zomerspelen 2000 -
O'Neill, Nathan -
O'Neill, Susie -
Oodnadatta
Opera van Sydney -
Outback

## P
Palmerston -
Paterson, Banjo -
Patterson, Tammi -
Pearce, Guy -
Peers, John -
Peers, Sally -
Peiper, Alan -
Peramelinae -
Perry, Todd -
Perth -
Philippoussis, Mark -
Port Augusta -
Port Pirie -
Porter, Mark -
Postecoglou, Ange -
Pratt, Nicole -
Prieelvogels -
Priscilla, Queen of the Desert -
Professor Poopsnagle -
Purdy, Cecil -
Purnululu (nationaal park)

## Q
Qantas -
Queensland -
Queensland Darts Masters (2022)

## R
Radford, Kristine -
Rafter, Patrick -
Rajicic, Viktorija -
Reed, Chad -
Reid, Matt -
Reid, Todd -
Renshaw, Mark -
Riley, Samantha -
Riversleigh -
Roberts, Luke -
Roche, Tony -
Robertson, Neil -
Rocky Cape (nationaal park) -
Rode Centrum -
Rodionova, Anastasia -
Rodionova, Arina -
Rogers, Ian -
Rogers, Michael -
Rogers, Phil -
Rogowska, Olivia -
Rose Tattoo -
Rosewall, Ken -
Round the Twist -
Royal Botanic Gardens -
Royal Exhibition Building -
Rudd, Kevin -
Rudd, Phil

## S
Sanders, Storm -
Sanderson, Nicholas -
Savage River (nationaal park) -
Saville, Luke -
Schipper, Jessicah -
School of the Air -
Scott, Bon -
Settled colony principle -
Mark Seymour -
Nick Seymour -
Sharkbaai -
Sheed, Brittany -
Sherriff, Gail -
Silverchair -
Simpsonwoestijn -
Smith, John-Patrick -
Smith, Ky -
Smith, Raymond -
Smith-Court, Margaret -
Springfield, Rick -
Nationaal park South Bruny -
Nationaal park Southwest -
Spencergolf -
Spitsneusbuideldassen -
Starr, Emelyn -
Staten en territoria van Australië -
Stephens, Neil -
Stewart, Bryanne -
Stolle, Sandon -
Stoltenberg, Jason -
Stosur, Samantha -
Straat Bass -
Straat Torres-eilanders -
Strickland, Gerald -
Nationaal park Strzelecki -
Stuart-Fox, Martin -
Stuart Highway -
Stubbs, Rennae -
Styxvallei -
Sullivan, Sean -
Sulzberger, Wesley -
Sunderland, Scott -
Sunderland, Rory -
Swainsona formosa -
Sweet, Corey -
Sweet, Jay -
Sydney -
Sydney Bridge climb -
Sydney Ferry -
Sydney Harbour Bridge -
Sydney Opera House -
Sydney Tower -
Steve Irwin -
Strafkolonie

## T
Tame Impala -
Taronga Zoo -
Tasman (nationaal park) -
Tasman, Abel -
Tasmanië - Tasmaniërs -
Tasmanzee -
Tegart, Judy -
Tennant Creek -
Tennis Australia -
Termieten -
Terra Australis -
The Amenta -
Thomas, Mick -
Thomas, Petria -
Thompson, Jordan -
Thornbirds -
Thorpe, Ian -
Tiatto, Danny -
Tjandramulia, Olivia -
Tomic, Bernard -
Tomic, Sara -
Tomljanović, Ajla -
Toowoomba -
Top End -
Tour Down Under -
Town of 1770 -
Trans-Australian Railway -
Transavia Corporation -
Turnbull, Wendy -
Turner, Lesley -
Turner, Sophie

## U
Uluṟu -
Uluṟu-Kata Tjuṯa (nationaal park) - Universiteit van Melbourne -
Universiteit van New South Wales -
Universiteit van Sydney

## V
Van Diemensland -
Van Hout, Russell -
Varkenspootbuideldas -
Victoria -
Victoria River District -
Vlag van Australië -
Vogelbekdier -
Vogels, Henk jr. -
Vukovic, Danny

## W
wallaby -
Walls of Jerusalem (nationaal park) -
Waltzing Matilda -
Walton, Craig -
Warren, J. Robin -
Warumpi Band -
Weaving, Hugo -
Weddings Parties Anything -
Weir, Peter -
Wejnert, Monika -
Welsh, Matt -
Wereldkampioenschap hockey (1994) -
Wereldkampioenschappen zwemmen 1998 -
West-Australië -
Wheeler, Christina -
Where the big Ants Dream -
White, Matthew -
Whitlock, Simon -
Whittington, Andrew -
Willandramerengebied -
Williams, Ben -
Williams, Cliff -
Williams, John -
Wilson, Matthew -
Wishink, Anna -
Wolfmother -
Wolf Rock (Lord Howe-eiland) -
Wolf Rock (Queensland) -
Wollongong -
Wombat -
Woodbridge, Todd -
Woodforde, Mark -
World Solar Challenge -
Wynne-Bolton, Nancye -
Wynneprijs

## X
XXXX

## Y
Yarala -
Yara-ma-yha-who -
Yirrkala bark petitions -
Yolŋu -
Young, Angus -
Young, Malcolm

## Z
Zoogdieren in Australië -
Zuid-Australië -
Zuiderkruis -
Zusak, Markus